# نيك رايت
نيك رايت (بالإنجليزية: Nick Wright)‏ (15 أكتوبر 1975 في المملكة المتحدة - ) هو لاعب كرة قدم بريطاني في مركز الهجوم. لعب مع ديربي كاونتي ونادي كارلايل يونايتد ونادي واتفورد.

## وصلات خارجية
- نيك رايت على موقع قاعدة بيانات كرة القدم.إي يو (الإنجليزية)
- نيك رايت على موقع Soccerbase.com (لاعب) (الإنجليزية)
- نيك رايت على موقع عالم كرة القدم.نت (الإنجليزية)